# リベンジコード 盗まれた正義
『リベンジコード 盗まれた正義』（リベンジコード　ぬすまれたせいぎ 、原題：聖人大盗　The Last Thieves）は、2019年の台湾映画。第56回金馬賞最優秀新人監督賞ノミネート作品。

## ストーリー
未来志向の若き起業家であるイン(ツァオ・イェンハオ)は、ブロックチェーン技術を使って透明性あるシステムを作り、仲間とともに資本主義と戦おうと試みている。そんな彼らの試みに目を付けた冷酷で腹の底が知れないファンド会社の総支配人・シュー(メーガン・ライ)、計算高い金融界のドン・リン(エリック・ツァン)等は、自分たちの利益の為に彼らを利用する。その中でインは現実の残酷さ、パートナーの裏切りに直面し、本当に大切なことを見失わぬようある覚悟を決めた。 夢を叶えるためには、どれだけの犠牲が必要なのか。 果たしてインは人々に慕われる“聖人”となるのか、それとも・・・。

## キャスト
- メーガン・ライ
- ツァオ・イェンハオ（中国語版）
- ジョアンヌ・ツァン
- エリック・ツァン
- ホウ・ヤン・シー